# Leuroperna leioptera
Leuroperna leioptera är en fjärilsart som beskrevs av Clarke 1965. Leuroperna leioptera ingår i släktet Leuroperna och familjen Plutellidae. Inga underarter finns listade i Catalogue of Life.